# P.A. Works
A P.A. Works Corporation (株式会社ピーエーワークス; Kabusikigaisa Pí É Vákuszu; Hepburn: Kabushikigaisha Pī Ē Wākusu; teljes nevén Progressive Animation Works) egy japán animációsfilm-stúdió, amelyet 2000. november 10-én alapítottak. Székhelye a Tojama prefektúrai Nantóban található. Horikava Kendzsi, a vállalat elnöke és alapítója a P.A. Works létrehozása előtt a Tatsunoko Productionnél, Production I.G-nél és a Bee Trainnél is dolgozott. A nantói főrészlegnél történik a rajzolás és a digitális fényképezés, míg a gyártási folyamat és a rendezés Tokióban kap helyet. A vállalat részt vesz videojátékok animációinak elkészítésében és rendszeresen együttműködik animegyártásban a Production I.G-vel és a Bee Trainnel. A 2008-ban készült True Tears volt az első anime, amelynek készítésében a P.A. Works fő animációs stúdióként vett részt.

## Munkái

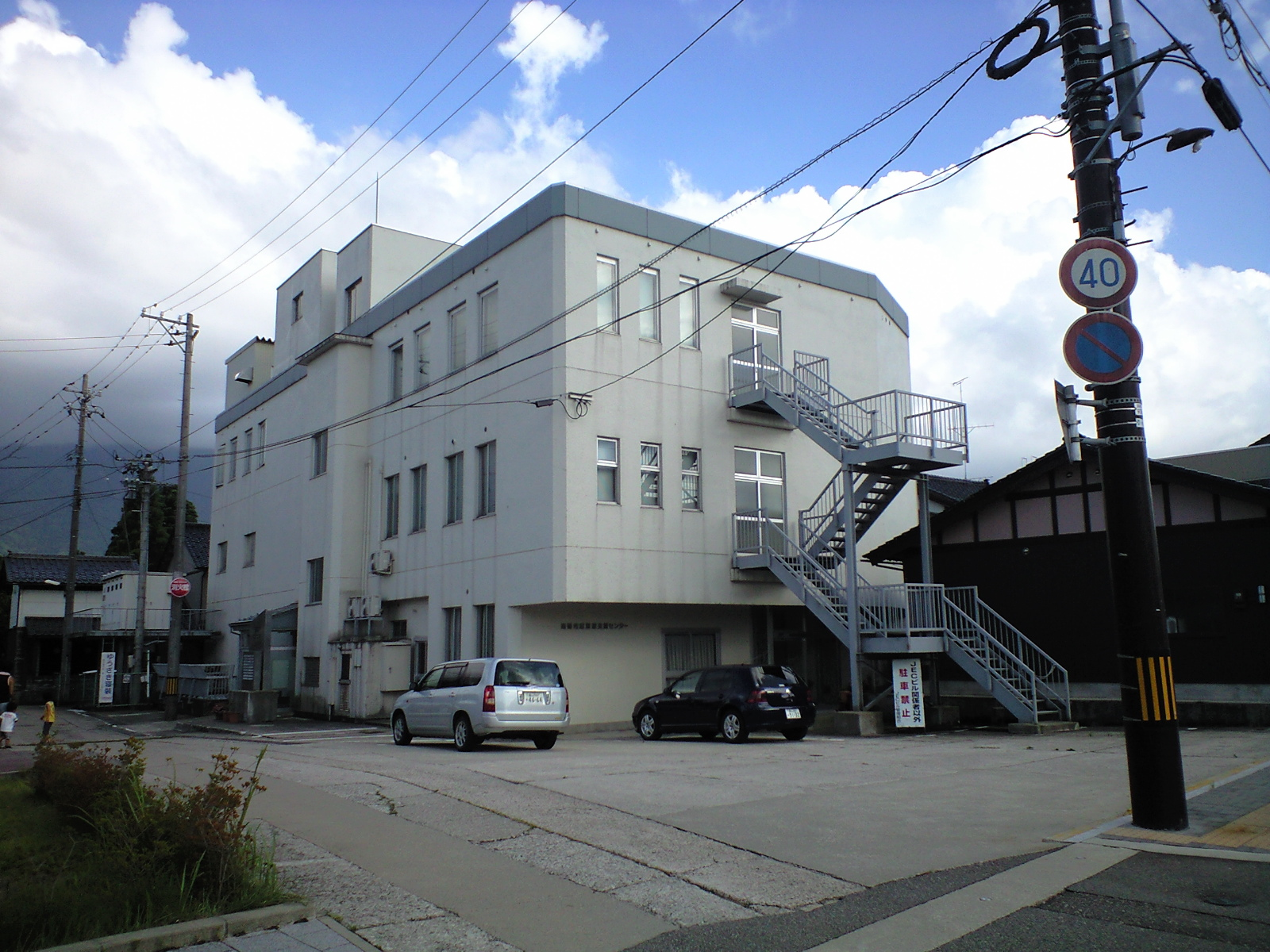
A Johana Entrepreneur Center (JEC), ahol a P.A. Works 2008. július 20-a óta foglal helyet

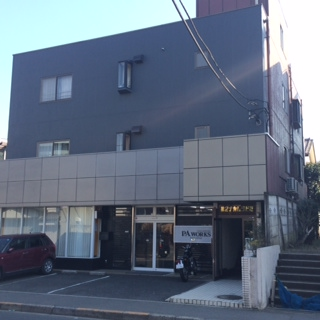
A tokiói P-10 stúdió

### Televíziós animesorozatok
- True Tears (2008)
- Canaan (2009)
- Angel Beats! (2010)
- Hanaszaku iroha (2011)
- Another (2012)
- Tari Tari (2012)
- Red Data Girl (2013)[3][4]
- Koitabi: True Tours Nanto (2013)[5]
- Nagi no aszu kara (2013)
- Ucsóten kazoku (2013)[6]
- Nagi no aszukara (2013)
- Glasslip (2014)
- Shirobako (2014)
- Charlotte (2015)
- Haruchika (2016)
- Kuromukuro (2016)
- Sirius the Jaeger (2018)

### Animációs filmek
- Professor Layton and the Eternal Diva (2008)
- Mai no mahó to katei no hi (2008)
- Bannó jaszai Ninninman (2008)
- Hanaszaku iroha: Home Sweet Home (2008)

### Egyéb közreműködések

#### Televíziós animesorozatok
- Blood+: Fázisrajzolás (Production I.G)
- Darker than Black: Produkciós részvétel (Bones)
- Eureka Seven: Fázisrajzolás (Bones)
- Immortal Grand Prix (második évad): Fázisrajzolás, kulcsrajzolás, produkciós részvétel (Production I.G)
- Le Chevalier D’Eon: Fázisrajzolás (Production I.G)
- Musisi: Fázisrajzolás (Artland)
- Spider Riders Asszisztálás az első évad epizódjainál (Bee Train)
- Tsubasa: Reservoir Chronicle: Koprodukció néhány epizódnál (Bee Train)

#### Animációs filmek
- .hack//Liminality: Produkciós részvétel
- Doraemon the Movie: Nobita's New Great Adventure into the Underworld - The Seven Magic Users
- Evangelion: 1.0 You Are (Not) Alone
- Fullmetal Alchemist: Shamballa hódítója
- Ghost in the Shell: Stand Alone Complex: Solid State Society: Fázisrajzolás, produkciós részvétel
- Sword of the Stranger

#### Videojátékok
- Professor Layton and the Curious Village
- Professor Layton and Pandora's Box
- Professor Layton and the Unwound Future
- Professor Layton and the Last Specter
- Professor Layton and the Miracle Mask
- Triggerheart Exelica -Enhanced-
- Wild Arms 3 (a Bee Triannel közösen)

#### Egyéb
- Anime turizmus projekt Tojamában:
  - Longing for a Tear Bringing Sky "Lovers in Tateyama"[7]
  - Longing for a Tear Bringing Sea "A Friendship on the Beach"[8]
  - Longing for a Tear Bringing Cuisine "Grandpa in Gokayama"[9]